# Юліх
Юліх (нім. Jülich) — місто в Німеччині, у федеральній землі Північний Рейн-Вестфалія, район Дюрен. У Юліху розташований всесвітньо відомий Юліхський дослідницький центр та центр короткохвильового мовлення радіостанції Deutsche Welle. Розташування міста на межі басейнів Рейну та Маасу зумовило його важливу роль у середньовічній історії та історії нових часів до XVII століття. Місто було центром Юліського герцогства.

## Населення
| Населення |           |  |            |           |  |            |           |
| Рік       | Населення |  | Рік        | Населення |  | Рік        | Населення |
| 300       | 1500      |  | 1860       | 3119      |  | 12/31 1960 | 14 339    |
| 1533      | 1300      |  | 1900       | 4964      |  | 12/31 1970 | 20 778    |
| 1647      | 1300      |  | 1920       | 7688      |  | 12/31 1980 | 30 433    |
| 1735      | 1520      |  | 1931       | 10 051    |  | 12/31 1990 | 31 149    |
| 1795      | 2025      |  | 1939       | 12 000    |  | 12/31 2000 | 33 434    |
| 1802      | 2429      |  | 12/31 1951 | 10 182    |  | 12/31 2004 | 34 022    |